# Chasminodes aino
Chasminodes aino là một loài bướm đêm trong họ Noctuidae.